# Elena Arzak

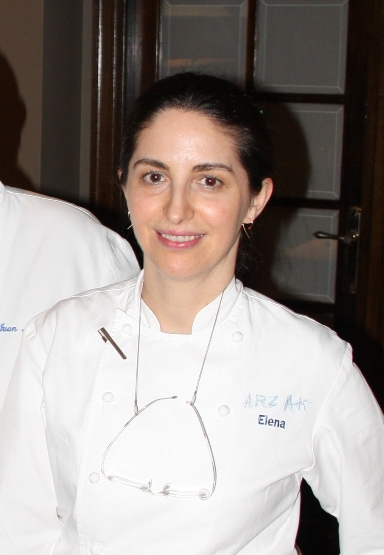
Elena Arzak, 2010

Elena Arzak (geboren am 4. Juli 1969 in San Sebastián, Autonome Gemeinschaft Baskenland, Spanien) ist eine baskische Sterneköchin. Gemeinsam mit ihrem Vater Juan Mari Arzak ist sie Chefköchin des Drei-Sterne-Restaurants Arzak und wurde 2012 zur besten Chefköchin der Welt gekürt.

## Leben und Karriere
Elena Arzak begann im Alter von 11 Jahren im Restaurant ihrer Familie, dem Arzak, zu helfen und wurde damit die vierte Generation ihrer Familie, die dort arbeitete. Ihr Vater ist Juan Mari Arzak, der zunächst unter seiner Mutter Francisca Arzak im familieneigenen und bereits 1897 gegründeten „Arzak“ arbeitete, dann aber selbst Chefkoch wurde. Auch ihre Mutter Maite Arzak arbeitet im Restaurant.
Ihr Vater schickte sie ins Ausland, um in anderen Restaurants zu lernen, nachdem sie die Hotelschule in Luzern in der Schweiz besucht hatte. 1989 arbeitete sie sechs Monate lang im „Le Gavroche“ in London unter Albert Roux und an der Seite von Michel Roux Jr., der zu dieser Zeit ebenfalls eine Ausbildung absolvierte. Sie lernte auch im „La Maison Troisgros“, im Le Louis XV unter Alain Ducasse und im Restaurant „Pierre Gagnaire“. Danach kehrte sie nach Spanien zurück, wo sie im „elBulli“ von Ferran Adrià arbeitete.
Im Jahr 2011 wurde sie für den Veuve-Clicquot-Preis als weltbeste Köchin nominiert, dieser wurde jedoch an die französische Köchin Anne-Sophie Pic vergeben. 2012 gewann Arzak dann den Preis.
Elena Arzak ist verheiratet und hat zwei Kinder, Nora und Mateo.

## Belege
1. 1 2 3  Emma Eversham: Elena Arzak named World's Best Female Chef 2012 by World's 50 Best Restaurants Awards. bighospitality.co.uk, 9. April 2012; abgerufen am 12. Januar 2020.
2. 1 2 3 4  Sudi Pigott: Why a Basque Woman′s Place is the Kitchen. The Independent, 27. April 2012; abgerufen am 12. Januar 2020.
3. ↑  Tejal Rao: The New New Basque Cuisine. The New York Times, 29. April 2014; abgerufen am 12. Januar 2020.
4. ↑  Nominees for ‚World′s Best Female Chef‘ Announced. The Independent, 30. März 2011; abgerufen am 12. Januar 2020.
5. ↑  Maria Canabal: Anne-Sophie Pic, a pure and touching Chef. (Memento des Originals vom 12. Januar 2020 im Internet Archive)  Info: Der Archivlink wurde automatisch eingesetzt und noch nicht geprüft. Bitte prüfe Original- und Archivlink gemäß Anleitung und entferne dann diesen Hinweis. theworlds50best.com, 7. Dezember 2012; abgerufen am 12. Januar 2020.
6. ↑  Laura Price: “Our cooking is less showy than it was” – Elena Arzak. theworlds50best.com, 26. Januar 2018; abgerufen am 12. Januar 2020.

| Personendaten    | Personendaten                                            |
| ---------------- | -------------------------------------------------------- |
| NAME             | Arzak, Elena                                             |
| KURZBESCHREIBUNG | spanische Köchin                                         |
| GEBURTSDATUM     | 4. Juli 1969                                             |
| GEBURTSORT       | San Sebastián, Autonome Gemeinschaft Baskenland, Spanien |